# Renée Zellweger
Renée Kathleen Zellweger, född 25 april 1969 i Katy, Texas, är en amerikansk skådespelare och producent. Hon är framför allt känd som rollfiguren Bridget Jones i fyra filmer (2001, 2004, 2016 och 2025).

## Biografi
Zellwegers far är från Schweiz, medan hennes mor är från Norge och har svenskt och samiskt påbrå. Renée Zellweger föddes i Katy i Harris County i Texas.
Hon spelade teater redan i tonåren. Filmkarriären kom igång på 1990-talet, och hennes genombrott på vita duken blev 1996 års Jerry Maguire.
År 2001 spelade hon titelrollen i den romantiska komedin Bridget Jones dagbok. Zellweger återkom i rollen tre år senare (På spaning med Bridget Jones), och en tredje film i serien hade premiär 2016 (Bridget Jones's Baby).
Därutöver har hon uppmärksammats i filmmusikalen Chicago (som "Roxie Hart") 2002. Två år senare vann hon en Oscar för Bästa kvinnliga biroll i Åter till Cold Mountain.
Zellweger gifte sig under 2005 med countrysångaren Kenny Chesney. De skilde sig i september samma år.

## Filmografi
- 1992 – Farlig vänskap (TV-film)
- 1993 – Dödlig mardröm (miniserie)
- 1993 – Dazed and Confused
- 1994 – Reality Bites
- 1994 – 8 sekunder
- 1994 – Shake, Rattle and Rock! (TV-film)
- 1994 – Love and a .45
- 1994 – The Texas Chainsaw Massacre: The Next Generation
- 1995 – Empire Records
- 1996 – Sista telegrammet från Cross Plains
- 1996 – Jerry Maguire
- 1997 – Lögnare
- 1998 – Illusion av lycka
- 1998 – One True Thing
- 1999 – The Bachelor
- 2000 – Betty tur & retur
- 2000 – Mina jag & Irene
- 2001 – King of the Hill (TV-serie) (Avsnitt: Ho, Yeah!) (röst)
- 2001 – Bridget Jones dagbok
- 2002 – Vit oleander
- 2002 – Chicago
- 2003 – Down with Love
- 2003 – Åter till Cold Mountain
- 2004 – Hajar som hajar (röst)
- 2004 – På spaning med Bridget Jones
- 2005 – Cinderella Man
- 2006 – Miss Potter (även produktion)
- 2007 – Bee Movie (röst)
- 2008 – I spel och kärlek...
- 2008 – Appaloosa
- 2008 – Living Proof (endast produktion)
- 2009 – New in Town
- 2009 – Första bästa miljonär
- 2009 – Monsters vs Aliens (röst)
- 2009 – Case 39
- 2010 – My Own Love Song
- 2016 – The Whole Truth
- 2016 – Bridget Jones's Baby
- 2017 – Same Kind of Different as Me
- 2018 – Here and Now
- 2019 – Judy
- 2025 – Bridget Jones: Mad About the Boy